# 3・16声明
3・16声明（3・16せいめい）は、1963年3月16日に、国家再建最高会議（以下「最高会議」）の議長職にあった朴正煕が発表した声明である。当初、年内（1963年）中に実施するとしていた軍政から民政への移管を4年程度延期することと、そのための賛否を問う国民投票を実施する事を旨とする声明である。この声明に対し、在野政治指導者とアメリカは強く反発、4月8日の国民投票延期の声明（4・8措置）、7月27日の年内民政移譲方針の発表（7・27声明）に至るまで最高会議の方針は、二転三転することとなった。

## 経緯
1963年1月1日を期して一般国民の政治活動が解禁されると、在野の各勢力は共闘して、早期選挙の実施反対や政治活動浄化法該当者の政治活動禁止措置解除、又新たに制定された選挙法や政党法などにおける非民主的要素の即時是正、軍政与党として組織された民主共和党（以下「共和党」）の事前組織 及び官憲介入を批判して反政府を展開するようになった。
こうした中、1963年2月2日に共和党の結党準備大会が開催され、次期（第5代）大統領候補に朴正熙最高会議議長を選出し、朴正熙議長がこれを承諾する用意があることを示唆したのに対し、野党側は早期選挙反対の講演会や政府糾弾大会などの反対運動を計画する一方で、朴正熙議長の民政参加は革命公約に明確に反するとして、強く非難した。また一部野党（民主党）が選挙への参加拒否と政治活動浄化法（以下「政浄法」）の解除基準明確化などを決議したことで軍政と野党側の対立が激化した。

### 2・18声明と野党分裂
在野の強い反発を前に、朴正熙議長は民政参加の当初方針を変更し、2月18日に民政不参加、早期選挙の延期、政浄法該当者の旧政治家の活動禁止措置全面解除を旨とする声明、所謂「2・18声明」を発表した。これに対し、在野勢力の側もこの方針を受け入れることを決め2月27日、ソウル市民会館において与野党の政治指導者、政党代表、各軍代表が集合して「政局収拾宣誓式」を挙行、朴議長自身の民政不参加と政浄法による政治活動禁止措置の全面解除などを言明した（2・27宣誓）。2・27宣誓で朴正熙議長の民政不参加が明確になった途端、それまで連合や統合を進めてきた在野政党は分裂した。そして、大統領候補者の指名を巡り、民政党は新民党系と分裂し、それまで推進されてきた3党（民政党、新政党、民友党）統合も決裂する事態となった。

### 3・16声明への布石
こうした中、3月7日に原州の第1軍司令部を訪問した朴正熙議長は、将兵達への訓示の中で「害悪をもたらす旧政治家達は引退すべきである。政局が混乱して再度危機が発生すれば、私はこれを傍観しない」と述べて民政参加の可能性をほのめかした。その4日後の11日には61年5月の軍事クーデターにおける中心勢力の人物である朴林恒、金東河グループによる軍部内反乱陰謀事件 摘発が当局によって発表され、政局はにわかに緊張した。さらに3月15日には首都防衛司令部に所属する将兵80名が最高会議前で「朴正熙議長の民政不参加方針の撤回」と「軍政延長」を主張するデモを行った。
このような事態が相次ぐ中、最高会議は深夜に会議を開いて収集策を論議し、3月16日午後4時に朴正熙議長は、健全な民間政府を誕生させるためとして「暫定的な軍政延長が必要である」とし「今後4年間軍政延長するつもりだが、それに対する可否を最短時日内に国民投票に付して国民の意思を問う」と発表した。そして、軍政延長が国民投票で否認された場合は「政府は、即時政治活動の再開を宣言し。計画の通り民政移譲を実施し、吾等は一切民政に参加せず民間の政治家たちに全面的に政権を移譲する」とした。声明発表直後、最高会議は政治活動を再び禁止すると共に、政治的な言論や出版、集会を制限する「非常事態収拾臨時措置法」が公布・施行された。

## 「3・16声明」に対する反発
軍政を延長するための国民投票に対し、在野政治指導者と早期の民政移譲を支持していたアメリカ政府は強く反発、政局は再び混迷し、一触即発状態となった。

### 「3・16声明」反対闘争
3・16声明が出された直後の3月19日、尹潽善、張沢相、李範奭、金度演ら在野政治指導者は朴議長と会談し、「3・16声明」の撤回を要求した。これに対して、朴議長は「腐敗し、国民からの指弾を受けている政治家たちが引退すれば、3・16声明を撤回する用意がある」と述べ、軍政延長について3月末まで保留することを言明した。
しかし、野党側は「3・16声明」の無条件撤回と、それが撤回されるまでは強力な反対闘争を展開することを宣言し、翌20日、尹潽善、許政を含む民政党員10名がアメリカ大使館の前で街頭デモを展開した。また22日には尹潽善・卞栄泰、金度演など政界重鎮150名余りが出席して「民主救国宣言大会」を開催、軍政延長反対デモを行った。同日、軍首脳部は国防部において3軍非常指揮官会議を開き、「3・16声明」支持決議を行った。

### アメリカの反応
アメリカ政府は、朴正熙議長が民政不参加を明らかにした「2・18声明」に対し、それを積極的に支持し賛成する立場を採っていた。そのため、突如軍政を4年間延長する方針を表明した「3・16声明」に対し、驚きの色を隠さず失望する事になった。
「3・16声明」が発表された約1週間後の3月21日、駐韓米大使が朴議長を訪問し、「2・27宣誓」の尊重と「2・18声明」遵守を希望することを忠告した。また3月25日には、アメリカ国務省が「3・16声明」に対する遺憾の意を表明し、一日も早い民政移譲の実施を望むという声明を発表した。一方、ケネディ大統領は憲法によって構成されない政府が永続することに反対する旨の抗議文を最高会議に対し手渡すとともに、最高会議が経済開発5カ年計画のためアメリカ政府に要請した2500万ドルの資金援助（借款）も拒絶した。當時、「春窮期」の直前で食糧事情が逼迫しアメリカからの非常食料援助を絶対的に必要としていただけでなく、経済開発5カ年計画を達成するためにアメリカからの資金援助が必要不可欠で、韓国政府にとってアメリカの援助が停止することは死活問題であった。そのため、朴正熙議長は軍政延長方針を撤回せざるを得ず、「4・8措置」を発表することになった。

## 「4・8措置」と「7・27声明」
1963年4月8日、朴正熙議長は政局収拾緊急措置、所謂「4・8措置」を発表した。声明の内容は、①軍政延長のための国民投票を9月末まで延長。②9月中に国民投票又は総選挙実施の可否に関する決定を行う。③その時までに行政力強化で国民の生活難を解決する。④非常事態収拾臨時措置法を廃止して政治活動を再開する。⑤集会、示威、言論などの制限を除去するというものであった。この措置においては軍政延長可否決定を9月末まで保留する点のみが強調されていたが、金顕哲内閣首班と李厚洛最高会議公報室長は、年内民政移譲方針は規定のものであると強調した。
「4・8措置」から3ヶ月余り後の、1963年7月27日に朴正熙議長は年内民政移譲方針を明らかにした「7・27声明」を発表した。この声明で朴議長は①憲法の再改正案の即時撤廃、②大統領選挙は10月中旬に実施、③国会議員選挙は11月下旬に実施する、④最初の国会召集は12月中旬に行う、と発表した。こうして民政移譲方針は、1963年1月1日に政治活動が解禁されて以降、確定し、与野党各党はそれぞれ結党準備と党勢拡大に本腰を入れることとなった。

## 一連の騒動をめぐる背景
「2・18声明」に始まる朴議長の翻意騒動の背景として、軍事クーデターを主導した主流派内部の内紛が指摘されている。最高会議内では朴議長の民政参加を支持する佐官級を中心とした強行派と、選挙基盤の不備などを理由に民政参加を支持しない将官級を中心とした穏健派の対立が存在し、対立は共和党の結党過程で最高潮に達した。こうした主流派内部の対立に幻滅した朴議長は民政不参加を表明した「2・18声明」を発表した。これに対し強行派は3月15日の軍人デモなど巻き返しを図り、朴議長を説得して「3・16声明」を発表させ、2・18声明発表から一月も立たないうちに態度変更を行わせた。しかし在野勢力やアメリカの反発を受け、主流派内部の妥協策として「4・8措置」が発表される結果となった。